# Erik de Bruyn (regisseur)
Erik de Bruyn (Terneuzen, 27 oktober 1962) is een Nederlands filmmaker, scenarist en acteur.

## Levensloop
De Bruyn studeerde sociologie aan de Universiteit Utrecht en filmkunde/massacommunicatie aan de Universiteit van Amsterdam. In 2000 maakte hij de speelfilm Wilde Mossels, waarvoor hij ook het scenario schreef, in 2007 Nadine, in 2011 De president, en in 2015 J. Kessels. 
Ook regisseerde hij voor de AVRO de dramaserie De Troon over Willem I, Willem II en Willem III, naar scenario's van Ger Beukenkamp. Hij regisseerde een aflevering van de serie Van God Los, een aflevering van Deadline, drie afleveringen van Smeris en drie afleveringen van  Celblok H.  Hij maakte de aflevering "Hongarije 1956" voor de documentaireserie In Europa, Gitaarjongens, een muziekdocumentaire voor de NTR, en de muziekdocumentaire Racoon: Blue Days, Song Days. De Bruyn  regisseerde de film J. Kessels, naar het gelijknamige boek van P.F. Thomése, met Fedja van Huêt en Frank Lammers in de hoofdrollen. Ook regisseerde hij commercials en twee telefilms: Hope en Het Hart van Hadiah Tromp. In 2018 voltooide hij de achtdelige Vlaams/Nederlandse mystery-thriller serie Grenslanders (Floodland), waar hij naast regisseur ook co-scenarist, showrunner en mede componist was.
Daarnaast is De Bruyn acteur. Zo speelde hij een hoofdrol in de speelfilm How to Survive a Broken Heart van Paul Ruven, een rol in Antonia van Marleen Gorris en diverse televisierollen. Hij was als zanger gitarist actief in diverse bands, waaronder de filmband the Jody Foster Experience, waarvan hij de oprichter was. Met Peg Whales maakte hij in 2021 een vinyl album dat ook op Spotify te vinden is. Ook voor filmscores van zijn films zong hij zelf stukken in. Hij componeerde stukken score voor Grenslanders,  de theaterverfilming Zwanensprong en aflevering 5 van de NTR serie Het Rampjaar 1672.
- Nationale Bibliotheek van Tsjechië: xx0172516
- Nederlandse Thesaurus van Auteursnamen: 229349897
- Virtual International Authority File: 289654971